# 查尔斯·培根
查尔斯·培根（英語：Charles Bacon，1885年1月9日—1968年11月15日），美国男子田径运动员。他曾代表美国参加1904年和1908年夏季奥林匹克运动会田径比赛，其中1908年奥运会获得男子400米栏金牌。